# Nel blu dipinto di blu
Nel blu dipinto di blu (en català, "En el blau pintat de blau"), coneguda popularment com a Volare, és una cançó en italià interpretada per Domenico Modugno al Festival d'Eurovisió de 1958, celebrat a la ciutat holandesa de Hilversum, amb Alberto Semprini dirigint l'orquestra. La cançó, amb música de Modugno i lletra d'ell mateix amb Franco Migliacci va acabar en tercera posició amb 13 punts.

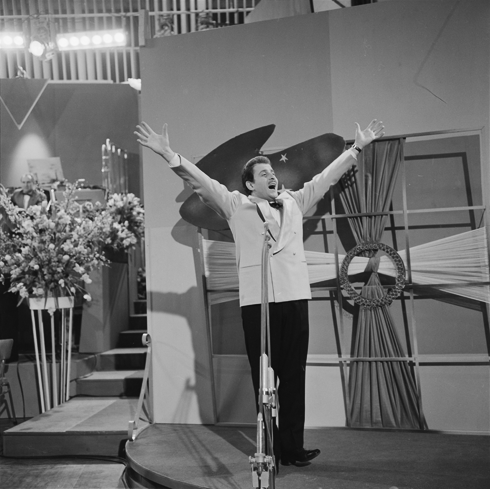
Domenico Modugno interpretant «Nel blu dipinto di blu» al Festival d'Eurovisió 1958.

Aquesta cançó, que esdevindria un dels més grans èxits sortits d'Eurovisió, ha estat l'única eurocançó que ha arribat al Top 1 als Estats Units, ha aconseguit dos premis Grammy i s'ha convertit en una de les més versionades de la història, tant en el seu idioma original com traduïda a desenes d'idiomes, inclòs l'esperanto. Al 50è Aniversari de l'eurofestival, la cançó va ser triada com la millor en la història del concurs darrere Waterloo del grup ABBA.
Domenico Modugno va presentar aquesta cançó per primera vegada al Festival de la cançó de Sanremo l'any 1958, i el va guanyar; Johnny Dorelli també va interpretar aquest tema, el text del qual contraposa els conceptes de somni i realitat units pel blau del cel i el blau dels ulls estimats.
El cantant italià va ser el primer a actuar, però va haver d'interpretar la seva cançó també al final, ja que va haver-hi problemes a la connexió i algunes televisions (la sueca entre elles) no havien pogut escoltar-la. Finalment ni Dinamarca ni Luxemburg van puntuar la cançó italiana; els altres set jurats van atorgar-li 13 punts (dues votacions de 4 punts a càrrec de Bèlgica i Alemanya, i cinc d'1 punt a càrrec dels Països Baixos, França, Suècia, Àustria i Suïssa) amb els quals va assolir la 3a posició.
En el seu camí cap a la fama, la cançó va canviar el seu títol pel més curt de Volare, amb el qual avui és mundialment coneguda. Se'n compten més de 100 versions en diferents idiomes (i altres tantes instrumentals), algunes de les quals són:
- en italià, les d'Al Bano i Romina Power, Cliff Richard, Connie Francis, Dalida, Dario Campeotto, David Bowie, Frank Sinatra, Dean Martin, Frankie Avalon, Luciano Pavarotti, Mina, Rita Pavone, Toto Cutugno…
- en anglès o bilingüe: Al Martino, Barry White, Caterina Valente, Jerry Val, Paul McCartney, Petula Clark, The Platters…
- en espanyol: Conchita Bautista, Gipsy Kings, Ismael Rivera, José Guardiola, Lucho Gatica, Monna Bell…
- en català: Buhos amb adaptació de Vicenç Miró publicat a El disc de la Marató de 2017.

El 1959, la cançó va inspirar fins i tot una pel·lícula protagonitzada pel mateix Modugno amb Giovanna Ralli i Vittorio de Sica i dirigida per Piero Tellini. El 1960, la cançó va ser duta a judici perquè un compositor d'òpera va acusar el seu autor de plagi, però Modugno va ser absolt.